# 2015年香港鄉郊代表選舉
2015年鄉郊代表村代表選舉是香港於2015年1月為選出新界鄉郊代表（包括村代表及街坊代表）而舉行的選舉。選舉於2015年1月4日至1月25日的連續4個星期日舉行。是次為2002年新界村代表制席改革後的第四屆村代表選舉，
根據香港立法會在2014年4月通過的《鄉郊代表選舉條例》修訂，是次選舉將增加至1540個議席，包括695條現有鄉村共設695個居民代表議席，603條原居鄉村/共有代表鄉村共設789個原居民代表議席，以及新增的2雨個墟鎮共56個街坊代表議席。

## 背景
2015年鄉郊代表村代表選舉提名期為2014年11月14日至11月27日，投票日為1月4日至1月25日的連續4個星期日，而當選鄉郊代表的任期為2015年4月1日至2019年3月31日共四年

## 投票與點票安排
各鄉事委員會投票日如下:
| 投票日        | 地區   | 鄉事委員會 |
| ------------- | ------ | ---------- |
| 2015年1月4日  | 離島區 | 梅窩       |
| 2015年1月4日  | 離島區 | 大嶼山南區 |
| 2015年1月4日  | 北區   | 沙頭角     |
| 2015年1月4日  | 大埔區 | 大埔       |
| 2015年1月4日  | 元朗區 | 錦田       |
| 2015年1月4日  | 元朗區 | 八鄉       |
| 2015年1月11日 | 離島區 | 大澳       |
| 2015年1月11日 | 離島區 | 東涌       |
| 2015年1月11日 | 葵青區 | 荃灣       |
| 2015年1月11日 | 北區   | 上水       |
| 2015年1月11日 | 北區   | 打鼓嶺     |
| 2015年1月11日 | 西貢區 | 坑口       |
| 2015年1月11日 | 荃灣區 | 荃灣       |
| 2015年1月11日 | 元朗區 | 廈村       |
| 2015年1月11日 | 元朗區 | 屏山       |
| 2015年1月18日 | 離島區 | 南丫島北段 |
| 2015年1月18日 | 離島區 | 南丫島南段 |
| 2015年1月18日 | 西貢區 | 西貢       |
| 2015年1月18日 | 北區   | 粉嶺       |
| 2015年1月18日 | 沙田區 | 沙田       |
| 2015年1月18日 | 大埔區 | 西貢北約   |
| 2015年1月18日 | 荃灣區 | 馬灣       |
| 2015年1月18日 | 屯門區 | 屯門       |
| 2015年1月18日 | 元朗區 | 新田       |
| 2015年1月18日 | 元朗區 | 十八鄉     |
| 2015年1月25日 | 離島區 | 長洲       |
| 2015年1月25日 | 離島區 | 坪洲       |

由於有部份鄉村只有一人競逐居民代表或原居民代表，因此這些候選人將會自動當選，該鄉村不會舉行選舉。各鄉村投票站及額外投票站在投票結束後成為點票站及後備點票站。

## 投票率

### 總投票率[3]
| 選民類別 | 選民人數 | 投票率 |
| -------- | -------- | ------ |
| 居民     | 35,168   | 63.71% |
| 原居民   | 50,429   | 63.11% |
| 總計     | 85,597   | 63.35% |
| 墟鎮街坊 | 9,137    | 56.19% |

## 新一屆鄉事委員會領導層
| 鄉事委員會 | 主席   | 第一/副主席 | 第二副主席 |
| ---------- | ------ | ----------- | ---------- |
| 長洲       | 翁志明 | 黃輝民      | 吳文傑     |
| 南丫島北段 | 陳連偉 | 周慶福      |            |
| 南丫島南段 | 周玉堂 | (出缺)      |            |
| 梅窩       | 黃文漢 | 鄒長福      | 李國強     |
| 坪洲       | 黃漢權 | 李文安      | 曾紀洲     |
| 大嶼山南區 | 張富   | 周連興      | 張蓮壽     |
| 大澳       | 劉焯榮 | 釋智慧      | 何紹基     |
| 東涌       | 樊志平 | 羅禮詞      |            |
| 青衣       | 鄧瑞華 | 陳志榮      | 張錦奎     |
| 粉嶺       | 李國鳳 | 彭未齊      | 鄭祝華     |
| 沙頭角     | 李冠洪 | 李炳華      | 曾玉安     |
| 上水       | 侯志強 | 侯福達      | 黃偉業     |
| 打鼓嶺     | 陳崇輝 | 黃偉炎      | 林金貴     |
| 坑口       | 成漢強 | 溫超玄      | 梁偉雄     |
| 西貢       | 王水生 | 張土勝      | 劉球       |
| 沙田       | 莫錦貴 | 李志麒      | 張子賢     |
| 西貢北約   | 李耀斌 | 林啤        | 李貴有     |
| 大埔       | 張學明 | 陳笑權      | 張國棟     |
| 馬灣       | 陳崇業 | 吳炳坤      |            |
| 荃灣       | 鍾偉平 | 邱錦平      | 傅振光     |
| 屯門       | 劉業強 | 陶錫源      | 曾展雄     |
| 廈村       | 鄧勵東 | 陳植良      | 鄧廉光     |
| 錦田       | 鄧賀年 | 鄧幹德      | 鄧水倫     |
| 八鄉       | 鄧瑞民 | 胡民賜      | 李連穩     |
| 屏山       | 曾樹和 | 鄧達善      | 莫永堅     |
| 新田       | 文炳南 | 文祿星      | 文中慶     |
| 十八鄉     | 梁福元 | 林照權      | 林添福     |

## 外部連結
- 民政事務總署：2015年鄉郊代表選舉（页面存档备份，存于）